# Phạm Xuân Ẩn
Phạm Xuân Ẩn (né à Biên Hòa le 12 septembre 1927 - mort à Hô Chi Minh-Ville le 20 septembre 2006) est un journaliste vietnamien basé à Saïgon (Sud-Viêt Nam) qui travaillait en fait comme espion, de 1952 à avril 1975, pour le Nord-Viêt Nam. Bilingue en français et anglais, il a été engagé par l'agence de presse Reuters et a travaillé pour Time Magazine pendant dix ans.

## Jeunesse, études et journalisme
Né à Biên Hòa, au sud du Viêt Nam dans la province de Đồng Nai, il vécut dans sa jeunesse à Saïgon puis à Cần Thơ. Son père était ingénieur et son grand-père le directeur d'une école à Hué.
À 16 ans (en 1944), il devient un messager pour le compte du Viêt Minh, alors en lutte contre la colonisation française et l'occupation japonaise. 
En 1956, il obtient une bourse pour aller au Fullerton College (en) en Californie, où il travailla comme stagiaire au Sacramento Bee . Un an plus tard, il revint à Saïgon, travaillant pour l'Associated Press puis Reuters, avant d'être engagé par Time Magazine, où il resta de 1965 à la chute de Saïgon en avril 1975. Ce fut le seul Vietnamien à être employé en tant que salarié à plein temps par un organe de presse important des États-Unis .
De retour au Viêt Nam, il est, selon son propre témoignage, contacté par d'anciens camarades du Viêt Minh, qui lui demandent de les renseigner sur les activités américaines au Viêt Nam. Il accepte par patriotisme de devenir un agent double, considérant que les États-Unis n'ont aucune légitimité à dominer son pays,. Sans avoir jamais porté une arme ni participé à une opération militaire proprement dite, il reçoit à titre honoraire les grades de colonel, puis de général de l'Armée populaire vietnamienne.

## Activités
Ân avait ses entrées chez tout ce qui comptait à Saïgon, y compris l'ambassade des États-Unis et la CIA : il connaissait bien Edward Lansdale, qu'il considérait comme un « faiseur de rois ». Il envoyait ses informations au Viêt Cong par courriers spéciaux, ne transportant lui-même aucun document - et ne portant jamais d'armes à feu, dont il ne savait pas se servir. Vingt-sept des quarante-cinq personnes de son réseau chargées de l'appuyer furent capturées ou tuées. Le général Giap avait l'habitude de dire, en recevant ses rapports : « nous sommes maintenant dans la salle d'opérations américaines ». De fait, il transmit le programme confidentiel de la « guerre spéciale » américaine dès la sortie de sa première édition, datée du 15 novembre 1961, ainsi que les cinq éditions révisées entre 1961 et 1963. Ce programme fut officiellement abandonné par le renversement de Ngô Dinh Diêm en novembre 1963. 
En 1978, le Parti communiste vietnamien laisse filtrer qu'il a été décoré, un an après la victoire, de la médaille de « héros de l'Armée populaire vietnamienne ». La nouvelle, qui fait seulement un entrefilet dans la presse française, constitue une grande surprise pour les Américains, qui se rendent compte que leurs stratégies étaient communiquées dès leur formation au Nord Viêt Nam et au Viêt Cong. Lors d'une interview accordée en 1990 au journaliste américain Stanley Karnow, Pham Xuân Ân lui-même minore ses activités d'espion, considérant que les renseignements qu'il a transmis n'avaient rien de particulièrement vital et consistaient essentiellement dans des données sur les effectifs de certaines unités, ou les personnalités de gradés américains et sud-vietnamiens.
Avant la chute de Saïgon, Pham Xuân Ân envoie sa famille à l'étranger pour la protéger des combats, lui-même restant au Viêt Nam pour s'occuper de sa mère malade. Il fait ensuite revenir sa femme et ses enfants. Mais les Nord-Vietnamiens, qui voient d'un mauvais œil ses rapports étroits avec les Américains, l'envoient ensuite à Hanoï pour y suivre durant un an une rééducation politique. De retour à Hô Chi Minh-Ville, il continue d'être tenu en défiance et vit en état de résidence surveillée, sans ligne téléphonique : jusqu'à la fin des années 1980, il n'a droit à aucun contact avec des étrangers. Il est néanmoins consulté par les autorités vietnamiennes sur des affaires internationales. Il perçoit une retraite de général de brigade équivalant à environ trente dollars américains par mois, et complète ses revenus en élevant des chiens. En 1990, Pham Xuân Ân déclare avoir rejoint les rangs communistes car il les admirait en tant que nationalistes, et se dit profondément déçu par l'évolution du Viêt Nam après 1975. Il meurt en 2006 d'un emphysème, à l'hôpital militaire d'Hô Chi Minh-Ville.

### Émissions de radio
- Stéphanie Duncan, « Pham Xuan An, le (faux) ami des Américains » [audio], sur Espions, une histoire vraie, France Inter, Radio France, 11 avril 2022 (consulté le 5 août 2022)
- Patrick Pesnot, « Pham Xuan Ân : la taupe vietnamienne » [audio], sur Rendez-vous avec X France Inter, Radio France, 5 août 2022 (consulté le 5 août 2022)